# NGC 627
NGC 627 في الفهرس العام الجديد، هي مجرة، تقع في كوكبة المثلث. اكتشفت بواسطة جون هيرشل.

## روابط خارجية
- NGC 627 على موقع ويكي سكاي: DSS2, SDSS, GALEX, IRAS, Hydrogen α, X-Ray, Astrophoto, Sky Map, Articles and images